# Minimal wave
La minimal wave est une large classification musicale qui comprend des exemples obscurs et atypiques de genres tels que la new wave, la musique électronique ou de synthétiseur dépouillée, la synthpop, le post-punk et la cold wave. ce style de musique utilise souvent l'instrumentation électronique pré-MIDI.
Le terme minimal wave suscite certaines controverses. Bien qu'une grande partie de la minimal wave soit classée à la fin des années 1970 et au début des années 1980 et soit apparue par la suite sur des compilations ponctuelles, le genre n'avait pas de nom jusqu'à ce qu'une maison de disques du même nom commence à publier des compilations et des rééditions au milieu des années 2000.

## Contexte et étymologie
Veronica Vasicka, fondatrice du label Minimal Wave, prétend avoir inventé le nom du genre. Elle a déclaré dans une interview en 2009 :

« J'avais cette collection de magazines néerlandais du début des années 80, et ils n'arrêtaient pas d'utiliser les termes « minimal electronics », « new wave », « cold wave » et un tas d'autres. J'ai pensé qu'il devrait y avoir un terme qui couvre toute cette musique, et j'ai pensé que "minimal wave" pourrait être ce terme. Lorsque j'ai enregistré le site web, j'ai pu enregistrer le nom. »

## Caractéristiques
Les caractéristiques du genre incluent des structures musicales minimales, une production relativement grossière et l'utilisation de synthétiseurs analogiques et de boîtes à rythmes fabriqués dans les années 1970 et 1980,. Les arrangements instrumentaux comportaient des rythmes mécaniques et des courts motifs répétitifs, Les artistes du genre ont souvent été influencés par des mouvements d'avant-garde tels que le futurisme et le constructivisme, et par la littérature de science-fiction et d'existentialisme.